# Luo Yunxi

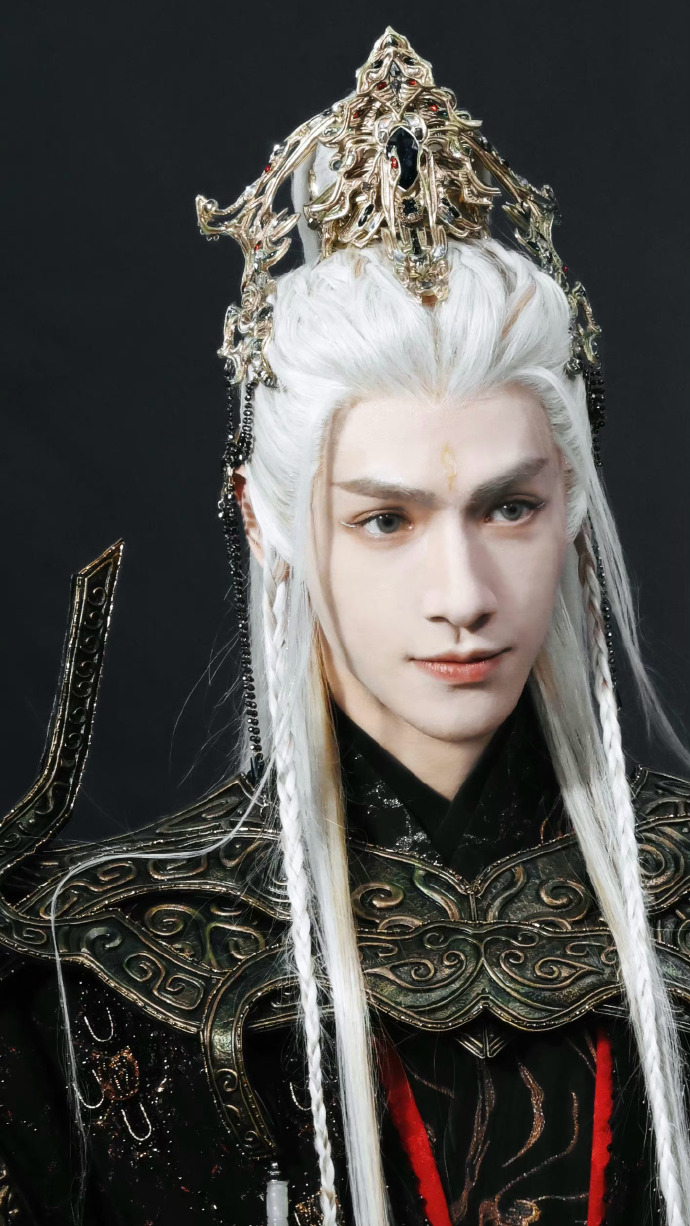
2024 Luo Yunxi

Luo Yunxi (chinesisch:罗云熙), geboren als Luo Yi (罗弋), (* 28. Juli 1988 in Chengdu, Provinz Sichuan) ist ein chinesischer Schauspieler, Tänzer und Sänger.

## Frühes Leben und Bildung
Luo ist in Chengdu, Provinz Sichuan, China geboren und aufgewachsen. Im Alter von drei Jahren begann sein Vater, ihm Tanz zu lehren. Luo wurde sowohl in die Beijing Dance Academy als auch in die Shanghai Theater Academy aufgenommen. Er absolvierte die Shanghai Theatre Academy mit Hauptfach Ballet.
Nach dem Abschluss arbeitete Luo als Dozent an der Macau Conservatory, einer Hochschule für Tanz. 2008 nahm Luo mit seinen Kommilitonen am sechsten Lotus-Wettbewerb in China teil. Sie führten das Ballett Tchaikovsky Rhapsody auf und erhielt die goldene Medaille des Wettbewerbs. 2009 führte Luo als Haupttänzer ein zeitgenössisches Ballet Flying to the Moon bei der Feier zum 10. Jubiläum der Übertragung der Souveränität.

## Musikkarriere

### JBOY3
2010 trat Luo als Mitglied einer fünfköpfigen Boygroup auf.
Im Dezember 2010 erschien die Debütsingle von JBOY3 Promille of Love
Im März 2011 erschien die zweite Single Gravity.
Im Juli 2011 erschien die dritte Single Walking Emoji.  
JBOY3 löste sich 2012 auf.

### DoubleJL
Nach der Auflösung von JBOY3 formierte Luo mit einem anderen Mitglieder Longfei Fu von JBOY3 eine neue Band, Double JL.
Im April 2012 erschien die Single JL.
Im August 2012 kam ihre erste MV mit dem Title Us auf den Markt.  
Double JL löste sich 2013 auf.

### Nur Luo
Im März 2015 produzierte er die erste Single Endless Summer.
Im November 2016 produzierte er die Titelmelodie von Fox in the Screen.
Im April 2018 produzierte er sein erstes Album Love Yourself, das zehn Lieder enthält.

## Schauspielkarriere

### 2012: Eintritt in die Schauspielerei
2012 spielte Luo seine erste Hauptrolle in dem romantischen Film The Spring of my life. Der Film wurde 2015 in den Kinos veröffentlicht.

### 2013–2017: Karrierefortschritt

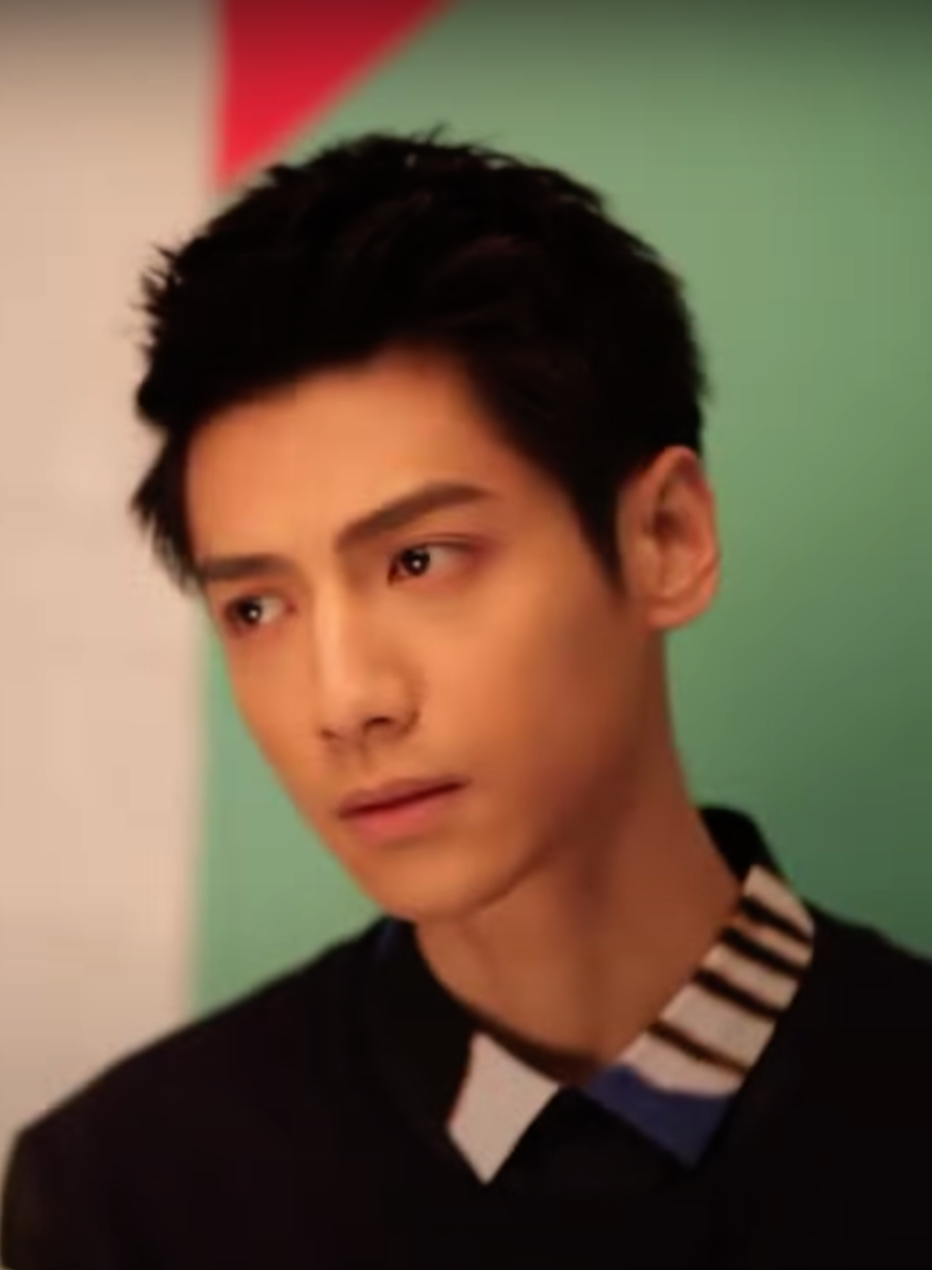
Luo Yunxi Modellierung im Jahr 2015

2013 war er in seiner ersten Fernsehserie Flip in Summer zu sehen, die im Jahr 2018 ausgestrahlt wurde.
2014 spielte er in dem Film Hello Aliens eine wichtige Nebenrolle. Im selben Jahr unterschrieb er bei der Agentur Lafeng Entertainment.
Einer breiteren Öffentlichkeit wurde er durch die Rolle als das jüngere Gegenstück des männlichen Hauptdarstellers He Yichen bekannt, in der erfolgreichen Liebesdramaserie My Sunshine.
Im Jahr 2016 wurde Luo für die Hauptrolle in der Krimi-Suspense-Serie Voice of the Dead verpflichtet, die auf einem der Bücher der Romanreihe Medical Examiner Dr. Qin basiert. Im selben Jahr spielte er in der historischen Fantasy-Drama Fox in the Screen die Rolle eines Fuchs-Dämons, der in eine menschliche Gestalt verliebt ist.
Im Jahr 2017 trat Luo in der Fantasy-Romanz-Serie A Life Time Love auf, in der er wieder mit seiner My Sunshine Co-Starin Janice Wu zusammenarbeitete. Anschließend übernahm er die Hauptrolle in der medizinischen Dramaserie Children's Hospital Pediatrician. Er sprach auch die Rolle des Flame in dem animierten Film Dragon Force, der im September 2017 veröffentlicht wurde.

### 2018–Gegenwärtig: Mainstream-Erfolg
Im Jahr 2018 begann Luo mit den Dreharbeiten für die historische Liebesserie Princess Silver, in der er einen Kaiser spielt, der gezwungen ist, seine Schwester für eine Allianz ins benachbarte Reich zu verheiraten. Die Serie wurde im April 2019 veröffentlicht.

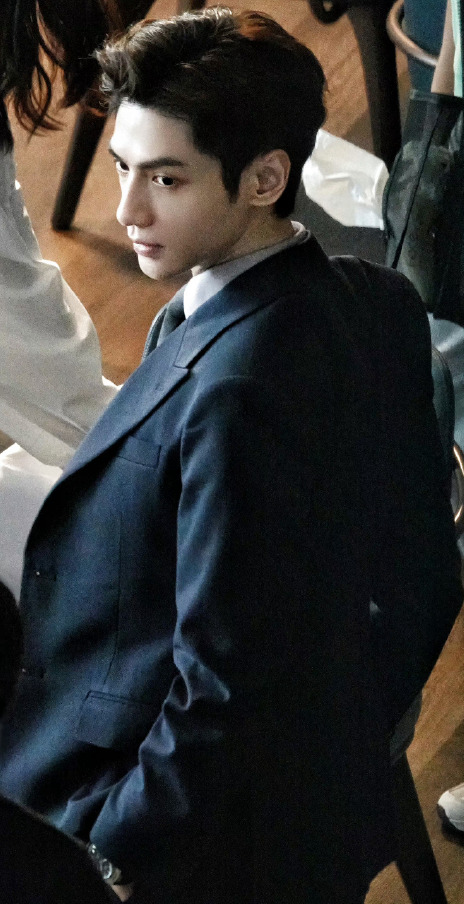
Luo Yunxi Love Is Panacea

Im selben Jahr spielte Luo auch in der Fantasy-Romanze-Drama Ashes of Love die Rolle des Runyu, des sanften und königlichen Nacht-Unsterblichkeiten, dessen Unschuld und Gütigkeit in Hass und Rache übergehen, als er auf die Rache für den ungerechten Tod seiner Mutter ausmacht. Die Dramatik war in den Fernsehquoten und den Online-Web-Ranglisten die Nummer eins. Luos Darstellung eines moralisch ambivalenten Gegenspielers wurde von Kritikern gelobt.
Im selben Jahr wurde er in der modernen Liebesdramaserie Broker neben Victoria Song in der Rolle eines moralisch ambivalen Unternehmensspions mit verborgenem Motiv besetzt. Die Serie wurde am 22. Juli 2021 auf Zhejiang TV und Jiangsu TV erstausgestrahlt.
Im Jahr 2020 wurde Luo für die Rolle in der Xianxia-Drama-Serie Immortality besetzt, in der er einen selbstlosen und mutigen Großmeister spielt. Im selben Jahr spielte er in der Wuxia-Romanze-Drama And The Winner Is Love die Rolle des eleganten jungen Herrschers des Yueshang-Tals. Luo spielte auch die Rolle des Yuan Shuai in der modernen Liebesdrama-Serie Love is Sweet, die in Arbeitsumgebungen spielt. Die Serie war die beliebteste Liebesdrama-Serie bei iQiyi im Jahr 2020, und Luo erhielt positive Bewertungen für seine Darstellung eines arroganten und charmanten Investmentbank-Vorstands. Im selben Jahr wurde er als geheimnisvoll CEO in der Liebesromanze Lie to Love besetzt.
Im Jahr 2021 wurde Luo in der Serie Light Chaser Rescue als ungesetzlicher Anwalt besetzt, der sich nachdem er ein freiwilliger Rettungshilfearbeiter wird, umwandelt. Die Serie startete am 14. Oktober 2022 auf Mango TV und Tencent.

Im selben Jahr wurde Luo in der Xianxia-Fernsehserie Till The End Of The Moon als Tantai Jin besetzt, einem Geiselprinzen, der mit bösem Knochen geboren wurde und gegen seinen Schicksal als Chaos-erzeugender Teuflergott rebellieren muss. Die Dramaserie hatte ihre Premiere auf Youku am 6. April 2023 und war ein kommerzieller Erfolg. Youku hatte die höchste Anzahl von Downloads im App Store seit 2018. Die Dramaserie erzielte am ersten Tag einen Marktanteil von 22,76 %, was sie zur meistgesehenen Periodendrama seit 2020 macht, und Luos Darstellung des Antihelden erhielt auch positive Kritiken.

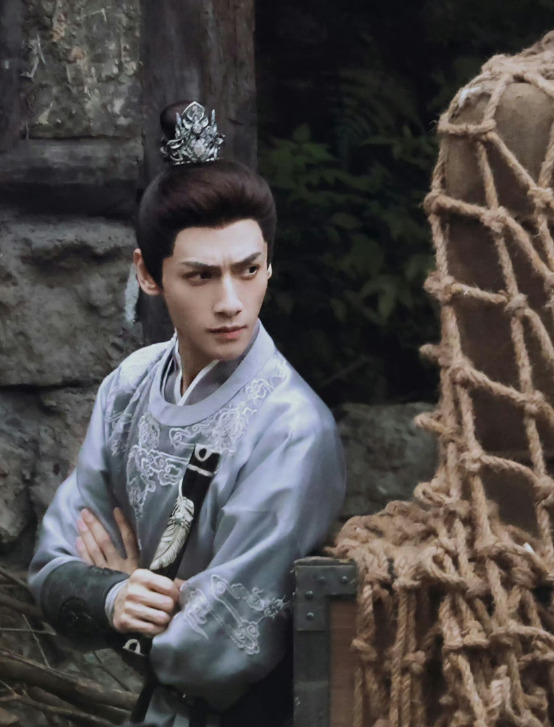
Luo Yunxi Follow Your Heart

Im Jahr 2022 wurde Luo in der medizinischen Liebesdramaserie Love Is Panacea als genialer Neurochirurg besetzt, der sich der Forschung an Chorea huntington widmet, um seine Liebesinteressentin zu retten. Die Dramaserie hatte ihre Premiere auf CCTV-8 am 2. November 2023.
Im Jahr 2023 wurde Luo in der historischen Detektiv-Romantik-Serie Follow Your Heart als Prinz-gestellten Detektiv besetzt, der von Prosopagnosie leidet.
In diesem Jahr wurde er in der Fantasy-Wuxia-Drama Shui Long Yin als hochgeschulterter, introvertierter und sogar gleichgültiger Schwertkämpfer besetzt.

## Andere Aktivitäten
Im Juli 2023 wurden in Madame Tussauds Shanghai und Beijing Wachsfiguren von Luo eingerichtet.
Im selben Monat, Juli 2023, wurde Luo zum chinesischen Kulturbotschafter für League of Legends ernannt.
Im Oktober 2023 ernannte die Tourism Authority of Thailand Luo zum China-Thailand Kulturfreundschaftsbotschafter aufgrund der Popularität von Till The End Of The Moon.

## Filmografie

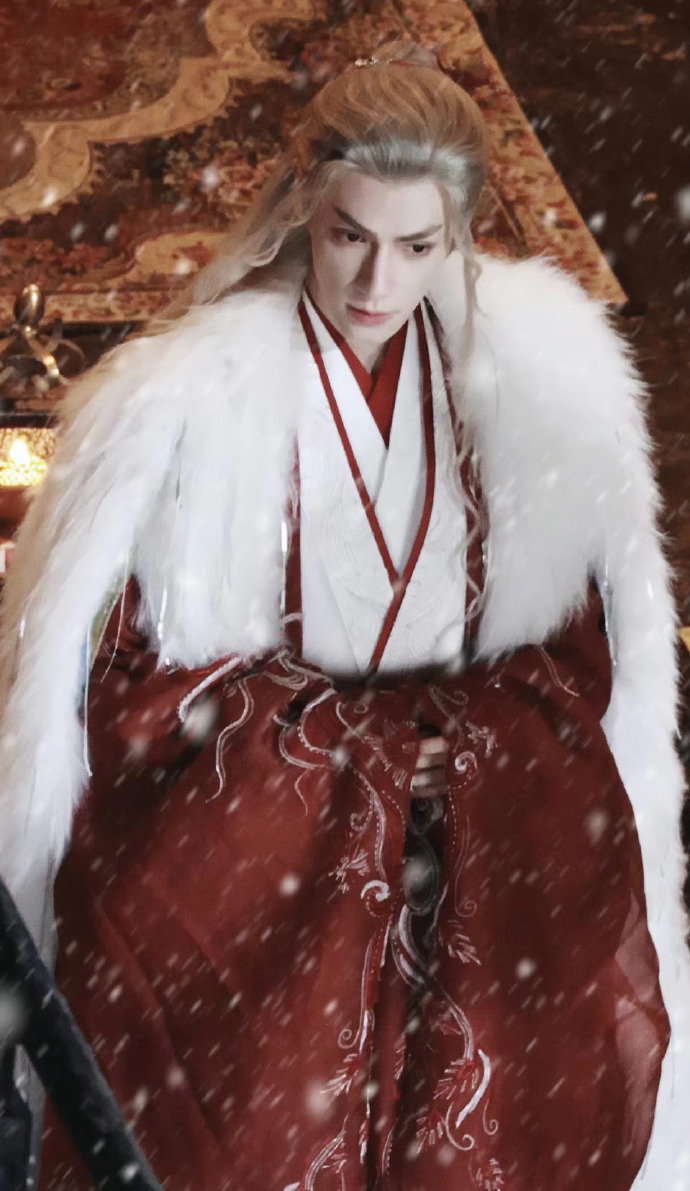
Luo Yunxi Shui Long Yin

### Film
| Jahr | Englischer Titel      | Chinesischer Titel | Rolle    | Bemerkungen |
| ---- | --------------------- | ------------------ | -------- | ----------- |
| 2015 | The Spring of My Life | 最美的时候遇见你   | Guo Yang |             |
| 2017 | Dragon Force          | 钢铁飞龙           | Chi Yan  | Sprechrolle |

### Fernsehserien
| Jahr | Englischer Titel                 | Chinesischer Titel | Rolle                             | Bemerkungen |
| ---- | -------------------------------- | ------------------ | --------------------------------- | ----------- |
| 2014 | Hello Aliens                     | 你好外星人         | Guo Xin                           |             |
| 2015 | My Sunshine                      | 何以笙箫默         | He Yichen (younger)               |             |
| 2016 | The Love of Happiness            | 因为爱情有幸福     | Su Lekai                          | [ 46 ]      |
| 2016 | Ultimate Ranger                  | 终极游侠           | Ju Heng                           | [ 47 ]      |
| 2016 | Fox in the Screen                | 屏里狐             | Yu Yan                            |             |
| 2017 | A Life Time Love                 | 上古情歌           | Xuanyang Zhiruo                   |             |
| 2017 | Children's Hospital Pediatrician | 儿科医生           | Shen He                           |             |
| 2018 | Ashes of Love                    | 香蜜沉沉烬如霜     | Runyu                             |             |
| 2018 | Flip in Summer                   | 夏日心跳           | Xiaoshen                          |             |
| 2019 | Princess Silver                  | 白发王妃           | Rong Qi                           |             |
| 2019 | The Code of Siam                 | 异域档案之暹罗密码 | Professor Qin                     |             |
| 2020 | And The Winner Is Love           | 月上重火           | Shangguan Tou                     |             |
| 2020 | Love is Sweet                    | 半是蜜糖半是伤     | Yuan Shuai                        |             |
| 2021 | Broker                           | 心跳原计划         | Zhou Xiaoshan                     |             |
| 2021 | Guys with Kids                   | 奶爸当家           | Yu Bo                             | [ 48 ]      |
| 2021 | Arcane                           | 双城之战           | Viktor                            | Sprechrolle |
| 2021 | Lie to Love                      | 良言写意           | Li Zeliang                        |             |
| 2022 | Light Chaser Rescue              | 追光者             | Luo Ben                           |             |
| 2023 | Till The End Of The Moon         | 长月烬明           | Tantai Jin / Cang Jiumin / Mingye |             |
| 2023 | Love Is Panacea                  | 爱情遇见达尔文     | Gu Yunzheng                       |             |
| TBA  | Voice of the Dead                | 尸语者             | Qin Ming                          |             |
| TBA  | Immortality                      | 皓衣行             | Chu Wanning / Chu Xun             |             |
| TBA  | Follow Your Heart                | 颜心记             | Jiang Xinbai                      |             |
| TBA  | Shui Long Yin                    | 水龙吟             | Tang Lici                         |             |

## Diskografie

### Alben
| Jahr | Englischer Titel | Chinesischer Titel | Bemerkungen |
| ---- | ---------------- | ------------------ | ----------- |
| 2018 | Love Yourself    | 12人生             |             |
| 2020 | X                | X                  |             |

### Singles
| Jahr           | Englischer Titel             | Chinesischer Titel | Album                      | Bemerkungen       |
| -------------- | ---------------------------- | ------------------ | -------------------------- | ----------------- |
| 2015           | Endless Summer               | 夏未央             |                            |                   |
| 2016           | Fox in the Screen            | 屏里狐             | Fox in the Screen OST      | [ 50 ]            |
| 2018           | It's Not Me                  | 不是我             | Love Yourself              | Titelsong         |
| 2019           | Year of Reunion              | 团圆年             |                            | [ 51 ]            |
| 2019           | Against the Current          | 逆流而上           |                            | [ 52 ]            |
| 2020           | Fate Begins                  | 缘起               | And The Winner Is Love OST |                   |
| 2020           | Chengdu                      | 成都               |                            | [ 53 ]            |
| 2020           | Waiting for the Wind to Stop | 等风停             | X                          | [ 54 ]            |
| 2020           | Spark in the Stars           | 星星之火           | X                          | Geburtstagssingle |
| 2021           |                              |                    |                            |                   |
| Because of You |                              | Lie To Love OST    |                            |                   |
|                | Original Aspiration          | 初心               | Wohltätigkeitsingle        | [ 56 ]            |
| 2023           | Traveller                    | 旅人               |                            | Geburtstagssingle |

## Auszeichnungen und Nominierungen
| Jahr | Award                                                               | Nominierte Arbeit              | Kategorie                        | Resultat  | Beleg         |
| ---- | ------------------------------------------------------------------- | ------------------------------ | -------------------------------- | --------- | ------------- |
| 2017 | The Mobile Video Festival 2017                                      | Annual Charity Star Role Model | N/A                              | Gewonnen  | [ 58 ]        |
| 2019 | Golden Blossom – The Fourth Network Film And Television Festival    | Best Actor                     | Princess Silver                  | Nominiert | [ 59 ]        |
| 2020 | 1st People's Daily Digital Communication and Fusion Screen Ceremony | Influential Actor              | Children's Hospital Pediatrician | Gewonnen  | [ 60 ]        |
| 2020 | China Literature Awards Ceremony                                    | Heartthrob Actor               | Princess Silver                  | Gewonnen  | [ 61 ]        |
| 2020 | 7th The Actors of China Awards                                      | Best Actor (Web series)        | Winner is Love                   | Nominiert | [ 62 ]        |
| 2020 | iQIYI Screaming Night Festival                                      | Popular Actor of the Year      | Love is Sweet                    | Gewonnen  | [ 63 ]        |
| 2020 | Golden Blossom – The Fifth Network Film And Television Festival     | Best Actor                     | Winner is Love Love Is Sweet     | Nominiert | [ 64 ]        |
| 2020 | Tencent Video All Star Awards                                       | Popular TV Actor of the Year   | Winner is Love                   | Gewonnen  | [ 65 ] [ 66 ] |
| 2021 | 2nd People's Daily Digital Communication and Fusion Screen Ceremony | Dynamic Actor                  | Winner is Love Love Is Sweet     | Gewonnen  | [ 67 ]        |
| 2023 | Seoul International Drama Awards                                    | Outstanding Asian Star         | Till the End of the Moon         | Gewonnen  | [ 68 ]        |

### Ballett
| Jahr | Award                                                                      | Kategorie    | Resultat | Beleg  |
| ---- | -------------------------------------------------------------------------- | ------------ | -------- | ------ |
| 2003 | Seventh Taoli Cup Dance Competition in China                               | Endrunde     | Gewonnen | [ 69 ] |
| 2008 | Sixth Lotus Award National College Dance Competition in China              | Goldmedaille | Gewonnen | [ 70 ] |
| 2008 | Professional Dance Competition in Six Provinces and One City in East China | Sieger       | Gewonnen | [ 71 ] |